# Zona neutrale kuwaitiano-saudita

La zona neutrale

La zona neutrale kuwaitiano-saudita (anche chiamata ufficialmente come Zona neutrale o Zona divisa) è stata un'area di 5.770 km² posta fra il Sultanato del Najd (poi incorporato nell'Arabia Saudita) e il Kuwait (protettorato de facto del Regno Unito), il cui status fu lasciato indeterminato dalla Convenzione di Uqair (2 dicembre 1922).

## Storia
In base alla Convenzione anglo-ottomana del 1913, il Regno Unito ottenne che il Kuwait fosse riconosciuto come cazà autonomo dell'Impero ottomano (in pratica, venne riconosciuto sull'area un protettorato britannico de facto). La Convenzione non fu però mai ratificata (e con essa i confini del Kuwait) a causa dello scoppio della prima guerra mondiale.
In seguito al crollo dell'Impero ottomano, eruppe una breve guerra fra il Sultanato del Najd e l'emirato del Kuwait, dovuta alla volontà di Ibn Saud di annettere l'area al suo sultanato. Il conflitto terminò nel 1920 con la battaglia di Jahra, che segnò la vittoria sul campo del Kuwait. Questo portò all'intervento britannico e alla convocazione di una Conferenza a Uqair per la definizione dei confini fra il Mandato britannico della Mesopotamia, il Kuwait e il Sultanato del Najd, a cui tuttavia non partecipò nessun rappresentante kuwaitiano.
In base alla Convenzione firmata in chiusura della Conferenza, fu stabilita un'area lungo il golfo Persico su cui "i Governi del Najd e del Kuwait condivideranno eguali diritti, finché attraverso i buoni uffici del Governo del Regno Unito un nuovo accordo verrà stabilito fra Najd e Kuwait al riguardo". Nessun serio tentativo di raggiungere un accordo fu tuttavia fatto dalle parti fino agli anni sessanta, stante una situazione di forte contrapposizione fra i due stati che si protrasse fino alla fine della seconda guerra mondiale. Nel 1938, la scoperta del giacimento petrolifero di Burgan in Kuwait lasciò intendere la presenza di ulteriori giacimenti nell'area neutrale. Le prime concessioni a privati nell'area furono, tuttavia, garantite solo fra il 1948 e il 1949.
Nell'ottobre 1960, durante una visita a Riad, lo sceicco del Kuwait Abd Allah III concordò con re Faysal la spartizione della zona neutrale fra i due Paesi. I negoziati si conclusero con un accordo firmato il 7 luglio 1965 (entrato in vigore il 25 luglio 1966), con il quale venivano decisi i primi sopralluoghi per stabilire il confine definitivo. La linea di demarcazione fu ufficialmente stabilita il 17 dicembre 1967; la decisione fu ratificata solo il 18 dicembre 1969, con lo scambio degli strumenti di ratifica, confermata il 18 gennaio 1970 dal Consiglio dei Ministri kuwaitiano e resa pubblica sulla Kuwaiti Official Gazette una settimana dopo; le operazioni di implementazione dell'accordo furono completate il 20 maggio 1970.